# Własność podnoszenia homotopii
Własność podnoszenia homotopii – pojęcie używane w topologii algebraicznej.

## Definicja
Mówimy, że odwzorowanie ciągłe ma {\displaystyle p:E\to B} ma własność podnoszenia homotopii ze względu na przestrzeń {\displaystyle X,} jeżeli dla każdego odwzorowania ciągłego {\displaystyle f^{'}:X\to E} oraz homotopii {\displaystyle X\times I\to B} takie, że {\displaystyle F(x,0)=pf^{'}(x)} dla {\displaystyle x\in X,} istnieje homotopia {\displaystyle F^{'}:X\times I\to E} taka, że {\displaystyle F^{'}(x,o)=f^{'}(x)} oraz {\displaystyle pF^{'}=F} dla {\displaystyle x\in X.} Jeżeli traktować {\displaystyle f^{'}} jako odwzorowanie {\displaystyle X\times \{0\}\to E,} to istnienie homotopii {\displaystyle F^{'}} jest równoważne istnieniu takiego odwzorowania, oznaczonego przerywaną strzałką, że poniższy diagram jest przemienny.